# Egbert von Frankenberg und Proschlitz (Generalleutnant)
Albert Benno Wolfgang Egbert von Frankenberg und Proschlitz (* 11. Dezember 1841 in Malschöwen; † 15. November 1898 in Flensburg) war ein preußischer Generalleutnant.

## Leben

### Herkunft
Egbert entstammt dem schlesischen Uradelsgeschlecht Frankenberg. Er war das dritte Kind von Moritz von Frankenberg und Proschlitz (1803–1881) und dessen Ehefrau Luise, geborene Freiin von Koschkull (1802–1870).

### Militärkarriere
Nach dem Schulbesuch trat er am 24. Mai 1859 als Avantageur in das 3. Infanterie-Regiment der Preußischen Armee ein. Dort wurde Frankenberg und Proschlitz am 18. August 1860 zum Sekondeleutnant befördert und fungierte von April 1861 für drei Jahre als Adjutant des Füsilier-Bataillons. Mit dem Regiment beteiligte er sich 1866 während des Krieges gegen Österreich an den Schlachten bei Trautenau und Königgrätz sowie dem Gefecht bei Tobitschau.
Nach dem Friedensschluss wurde Frankenberg und Proschlitz am 30. Oktober 1866 Adjutant der 5. Infanterie-Brigade. Als Premierleutnant folgte am 16. März 1869 unter Belassung in diesem Kommando seine Versetzung in das Infanterie-Regiment Nr. 50. Im Krieg gegen Frankreich kämpfte er 1870/71 bei Gravelotte und Villiers, nahm an den Belagerungen von Metz sowie Paris teil und wurde für seine Leistungen mit dem Eisernen Kreuz II. Klasse ausgezeichnet.
Im weiteren Verlauf seiner Militärkarriere wurde Frankenberg und Proschlitz am 17. Juni 1889 zum Oberst befördert und am 19. November 1889 zum Kommandeur des 4. Thüringischen Infanterie-Regiments Nr. 72 ernannt. In gleicher Eigenschaft war er vom 27. Januar 1890 bis zum 17. Juni 1892 Kommandeur des Grenadier-Regiments „König Friedrich Wilhelm IV.“ (1. Pommersches) Nr. 2 in Stettin. Anschließend übernahm er als Generalmajor die 4. Infanterie-Brigade. Unter gleichzeitiger Beförderung zum Generalleutnant war Frankenberg und Proschlitz ab 18. April 1896 Kommandeur der 18. Division in Flensburg. In dieser Stellung verstarb er am 15. November 1898.

### Familie
Frankenberg war er seit 1867 mit Anna Kolbe (1846–1907) verheiratet, einer Tochter des Kreisgerichtsrats Victor Ewald Moritz Kolbe (1809–1888). Ihre gemeinsame Kinder waren:
- Werner (1868–1933), preußischer Generalmajor
- Magarethe Luise Anna (1870–1943) ⚭ 1891 August Max Volrath von Zeppelin (1862–1917)[2]
- Viktor (1873–1934), Landvermesser ⚭ 1900 Magarethe Agnes von Oppell (1879–1975)